# Pristiphora punctifrons
Pristiphora punctifrons – gatunek błonkówki z rodziny pilarzowatych.

## Zasięg występowania
Gatunek szeroko rozpowszechniony w Europie. Notowany w Austrii, Chorwacji, Czechach, Danii, Estonii, we Francji, w Hiszpanii, Niemczech, Polsce, Rumunii, Szwajcarii, Szwecji, Węgrzech, w Wielkiej Brytanii i we Włoszech.

## Budowa ciała
Gąsienice osiągają 11 mm długości. Są one ubarwione zielono, połyskująco z niewielkimi, czarniawymi plamkami w przedniej części grzbietu. Odnóża są blado-żółtawe, zaś głowa brudnożółta z czarnymi kropkami.
Imago osiągają 4–5 mm długości i mają ubarwienie zwykle czarne, do szaro-żółtego. 

## Biologia i ekologia
Gatunek związany z roślinami z rodzaju róża. 
Larwy spotyka się w maju i czerwcu. Żerują one na krawędziach liści, zwykle z końcem odwłoka zawiniętym ku dołowi. Po zakończeniu żerowania larwy spadają do ziemi gdzie następuje przepoczwarczenie. Imago pojawiają się wiosną przyszłego roku.
Postacie dorosłe spotyka się od kwietnia do maja lub czerwca.

## Znaczenie dla człowieka
Lokalnie bywa uznawany za szkodnika róż.